# Lista de prefeitos de Santana (Amapá)
Esta é a lista de prefeitos e vice-prefeitos do município de Santana, estado brasileiro do Amapá
| Nº | Nome                                                     | Imagem                                              | Partido                                          | Vice-prefeito                                             | Início do mandato      | Fim do mandato                                        | Observações                                     |
| 1  | Francisco Correa Nobre                                   |                                                     | Partido Democrático Social PDS                   | Rafael Fernandes Berto (PDS)                              | 1º de janeiro de 1982  | 16 de julho de 1985                                   | Agente e subagente distritais nomeados          |
| 2  | Jorge Evaldo Duarte Pinheiro                             |                                                     | Partido da Frente Liberal PFL                    | Reynaldo Curiati (PFL)                                    | 16 de julho de 1985    | 1° de janeiro de 1986                                 | Agente e subagente distritais nomeados          |
| 3  | Raimundo Nery da Costa                                   |                                                     | Partido da Frente Liberal PFL                    | Ronaldo Borges (PDS)                                      | 1° de janeiro de 1986  | 25 de maio de 1986                                    | Agente e subagente distritais nomeados          |
| 4  | Haroldo da Silva Oliveira                                |                                                     | Partido da Frente Liberal PFL                    | Sérgio Barcelos (PFL)                                     | 25 de maio de 1986     | 7 de julho de 1988                                    | Agente e subagente distritais nomeados          |
| 5  | Heitor de Azevedo Picanço                                |                                                     | Partido da Frente Liberal PFL                    | Milton Pauletto (PDS)                                     | 8 de julho de 1988     | 31 de dezembro de 1988                                | Prefeito e vice nomeados                        |
| 6  | Rosemiro Rocha Freires (Gurupá, 07.11.1951–)             |                                                     | Partido do Movimento Democrático Brasileiro PMDB | Oneide Gomes Silva (PMDB)                                 | 1º de janeiro de 1989  | 31 de dezembro de 1992                                | Prefeito e vice eleitos em sufrágio universal   |
| 7  | Geovani Pinheiro Borges (Mazagão, 18.05.1953–)           |                                                     | Partido do Movimento Democrático Brasileiro      | Geronimo Acácio (PMDB)                                    | 1º de janeiro de 1993  | 31 de dezembro de 1996                                | Prefeito e vice eleitos em sufrágio universal   |
| 8  | Judas Tadeu de Almeida Medeiros (Primavera, 14.02.1948–) |                                                     | Partido da Social Democracia Brasileira PSDB     | Felix Ramalho (PSDB)                                      | 1º de janeiro de 1997  | 31 de dezembro de 2000                                | Prefeito e vice eleitos em sufrágio universal   |
| 9  | Rosemiro Rocha Freires (Gurupá, 07.11.1951–)             |                                                     | Partido Liberal PL                               | Redimilson Anselmo Nobre (PL)                             | 1º de janeiro de 2001  | 31 de dezembro de 2004                                | Prefeito e vice reeleitos em sufrágio universal |
| 10 | José Antonio Nogueira de Sousa (Santana, 28.04.1971–)    |                                                     | Partido dos Trabalhadores PT                     | Melquizes Pereira de Lima (PCdoB)                         | 1º de janeiro de 2005  | 31 de dezembro de 2008                                | Prefeito e vice eleitos em sufrágio universal   |
| 10 | José Antonio Nogueira de Sousa (Santana, 28.04.1971–)    | Carlos Alberto Nery Matias (PR) (Afuá, 08.01.1953–) | Partido dos Trabalhadores PT                     | 1º de janeiro de 2009                                     | 31 de dezembro de 2012 | Prefeito reeleito e vice eleito em sufrágio universal |                                                 |
| 11 | Robson Santana Rocha Freires (Macapá, 01.12.1977–)       |                                                     | Partido Trabalhista Brasileiro PTB               | Roselina de Araújo Correa (DEM) (Macapá, 18.03.1977–)     | 1º de janeiro de 2013  | 31 de dezembro de 2016                                | Prefeito e vice eleitos em sufrágio universal   |
| 12 | Ofirney da Conceição Sadala (Belém, 12.07.1973–)         |                                                     | Partido Social Democrata Cristão PSDC            | Francisco Rosivaldo Ribeiro de Oliveira (PV)              | 1º de janeiro de 2017  | 31 de dezembro de 2020                                | Prefeito e vice eleitos em sufrágio universal   |
| 13 | Sebastião Bala Ferreira da Rocha (Gurupá, 21.01.1958–)   |                                                     | Progressistas PP                                 | Maria Isabel Nogueira de Sousa (PT) (Macapá, 28.03.1982–) | 1º de janeiro de 2021  | 31 de dezembro de 2024                                | Prefeito e vice eleitos em sufrágio universal   |
| 13 | Sebastião Bala Ferreira da Rocha (Gurupá, 21.01.1958–)   | 1° de janeiro de 2025                               | Progressistas PP                                 | Maria Isabel Nogueira de Sousa (PT) (Macapá, 28.03.1982–) | Atualidade             | Prefeito e vice reeleitos em sufrágio universal       |                                                 |